# Accidente en las Carreras Aéreas de Reno de 2011
El accidente en las Carreras Aéreas de Reno de 2011, fue un accidente aéreo que tuvo lugar el 16 de septiembre de 2011. El avión, un North American P-51D Mustang, matriculado NX79111 y conocido como The Galloping Ghost, había despegado del Aeropuerto de Reno-Stead, en Reno, Nevada, para participar en las Carreras Aéreas de Reno.
El siniestro se produjo después de que el piloto Jimmy Leeward, una vez completada una vuelta al circuito, dio señal de mayday retirándose de la carrera. La aeronave acabó impactando contra una zona donde se sentaban los espectadores, situada cerca de la pista de aterrizaje.
Debido a la gravedad del accidente, la organización decidió cancelar el evento durante el fin de semana.

## La aeronave
La aeronave accidentada era un North American P-51D Mustang, matriculado N79111 y conocido como The Galloping Ghost, un caza de la Segunda Guerra Mundial reconvertido para carreras aéreas, en las cuales empezó a competir en el año 1946.
El 18 de septiembre de 1970, esa misma aeronave sufrió un percance en el mismo aeropuerto, tras un fallo en el motor.

## Investigación
La NTSB investigó a fondo las extensas modificaciones hechas al avión. Las modificaciones hicieron que la aeronave fuera más liviana y reducida, pero disminuyó la estabilidad. Leeward tomó el avión a 530 mph (850 km / h) durante la carrera, aproximadamente 40 mph (65 km / h) más rápido que antes. Hubo evidencia de un estrés extremo en el fuselaje demostrado por el pandeo del fuselaje detrás del ala y las brechas que aparecen entre el fuselaje y el dosel durante el vuelo (claramente visible en las fotografías de alta resolución tomadas por los espectadores).
Sin embargo, la investigación, lanzada en agosto de 2012, encontró que la causa probable del accidente fue la reutilización de las tuercas de fijación de un solo uso en el sistema de la pestaña de ajuste del elevador izquierdo que se aflojó. Esto provocó una grieta por fatiga en un tornillo de fijación y permitió que la pestaña de ajuste se agitara. Este aleteo causó que el conjunto de enlace de la pestaña de corte fallara, lo que llevó a la pérdida del control de la aeronave. Las modificaciones no probadas y no documentadas en el avión contribuyeron al accidente. Particularmente, la pestaña de ajuste derecha había sido fijada en su lugar. Si ambas lengüetas de ajuste estuvieran operativas, la pérdida de la pestaña de ajuste izquierda sola puede no haber causado la pérdida de control. Cuando la lengüeta de ajuste falló, Leeward experimentó una fuerza de 17 g que rápidamente lo incapacitaron y probablemente lo dejaron inconsciente.

## Filmografía
Este accidente fue reseñado en la temporada 19° de la serie Mayday: Catástrofes aéreas, del canal National Geographic Channel en el episodio "Carrera Mortal".